# Шльонськ (баскетбольний клуб)

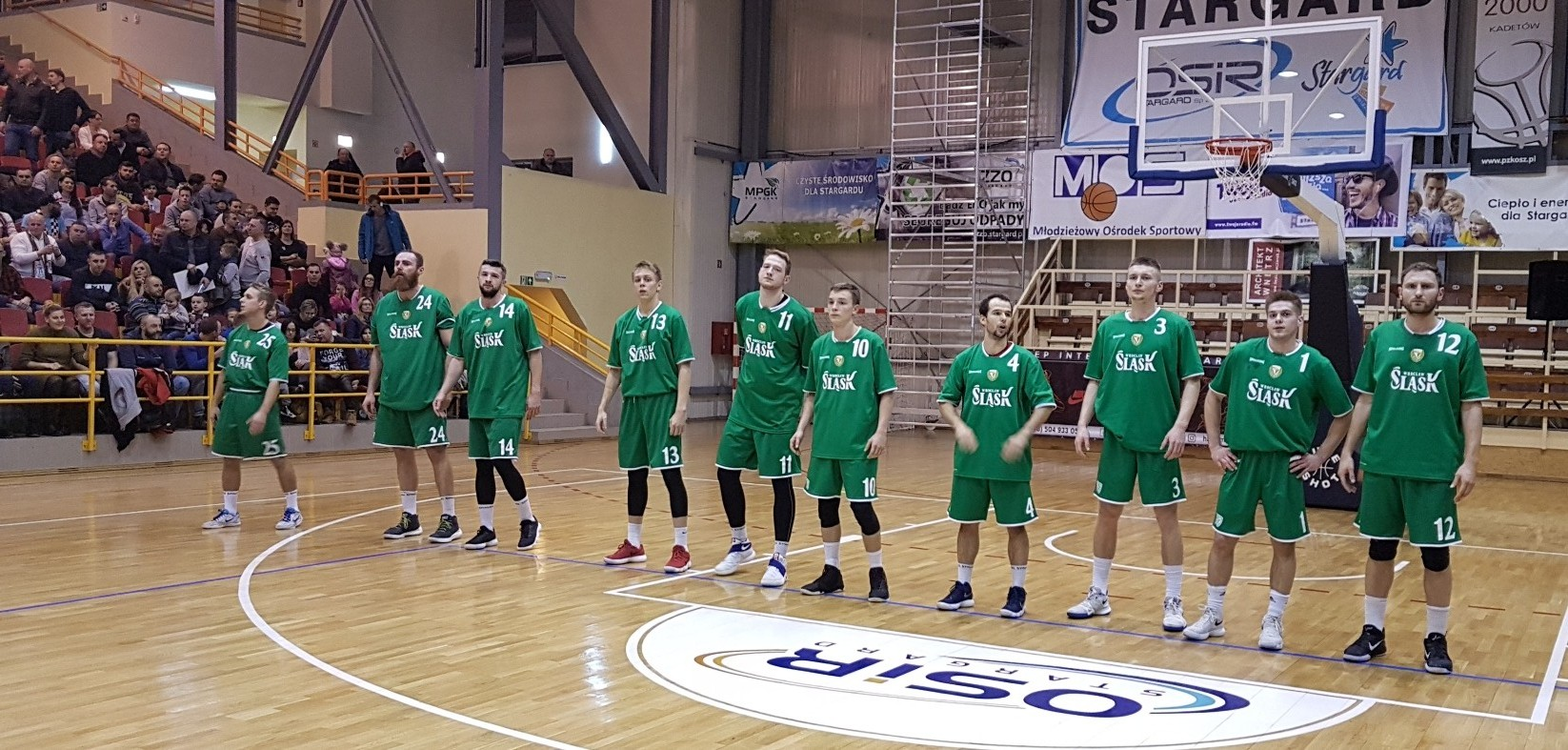
Гравці клубу

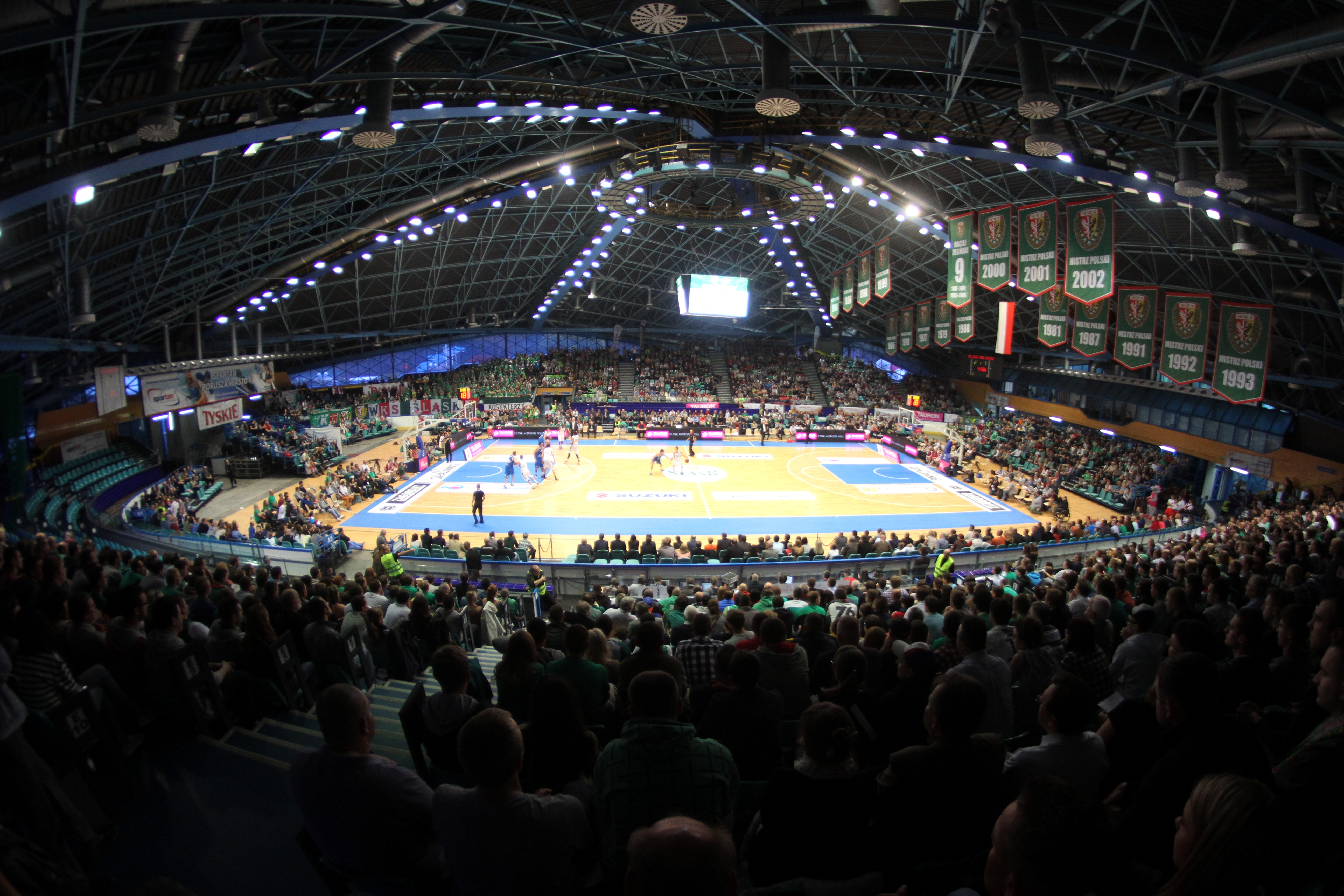
Зала «Орбіта», де грає клуб

«Шльонськ» (пол. Śląsk Wrocław) — польський баскетбольний клуб із міста Вроцлав, один із найтитулованіших клубів Польщі. Проводить свої матчі на аренах «Зала Орбіта», «Зала Століття» та «Баскетбольна зала».

## Історія
Клуб заснований у 1947 році, вважається найвідомішим польським баскетбольним клубом. Володар 18 титулів чемпіона Польщі. Найвідоміший період у його історії — так звана «золота ера Шльонська», коли команда вигравала з 1998 до 2002 року п'ять разів поспіль титул чемпіона країни. Одним із людей, які зробили внесок у ці перемоги, став легендарний баскетбольний тренер Андрій Урлеп. Серед зірок клубу різних років виділяються Мечислав Лопатка (1960-і), Едвард Юркевич (1970-і та 1980-і), Єжи Бінковський (1980-і та 1990-і), Даріуш Зеліг (1980-і та 1990-і), Адам Вуйцик, Мацей Зелінський (завершив кар'єру після сезону 2005/2006), Марцін Стефанський (виступав з 2006 по 2008 роки) та Домінік Томчик.
Серйозні фінансові проблеми, що обрушилися на клуб у 2008 році, призвели до його банкрутства та зняття з чемпіонату Польщі. Хоча клубу вдалося швидко повернутися до еліти польського баскетболу, після сезону 2015/2016 через фінансові проблеми клуб знову знявся з турніру та вирушив до Другої ліги.

## Титули
- Чемпіон Польщі (18): 1965, 1970, 1977, 1979, 1980, 1981, 1987, 1991, 1992, 1993, 1994, 1996, 1998, 1999, 2000, 2001, 2002, 2022
- Кубок Польщі (14) : 1957, 1959, 1972, 1973, 1977, 1980, 1989, 1990, 1992, 1997, 2004, 2005, 2014

## Виступи з 2003 року
| Сезон   | Рівень | Турнір     | Місце у плей-оф | Кубок Польщі | Єврокубки            | Єврокубки             | Єврокубки |
| ------- | ------ | ---------- | --------------- | ------------ | -------------------- | --------------------- | --------- |
| 2003-04 | 1      | ПЛК        | 2               | Чемпіон      | 1 Євроліга           | Не вийшли до плей-офф | 6–8       |
| 2004-05 | 1      | ПЛК        | 5               | Чемпіон      | 2 УЛЕБ               | 1/8 фіналу            | 6–6       |
| 2005-06 | 1      | ПЛК        | 5               |              | 3 Кубок виклику ФІБА | 1/8 фіналу            | 6–6       |
| 2006-07 | 1      | ПЛК        | 3               |              |                      |                       |           |
| 2007-08 | 1      | ПЛК        | 3 (знялися)     | Фіналіст     |                      |                       |           |
| 2008-09 | 3      | Друга ліга | 11 (група B)    |              |                      |                       |           |
| 2009-10 | 3      | Друга ліга | 12 (група B)    |              |                      |                       |           |
| 2010-11 | 3      | Друга ліга | 12 (група B)    |              |                      |                       |           |
| 2011-12 | 1      | ПЛК        | 7               |              |                      |                       |           |
| 2012-13 | 2      | Перша ліга | 1               |              |                      |                       |           |
| 2013-14 | 1      | ПЛК        | 9               | Чемпіон      |                      |                       |           |
| 2014-15 | 1      | ПЛК        | 5               | Чвертьфінал  |                      |                       |           |
| 2015-16 | 1      | ПЛК        | 14 (знялися)    |              | 3 Кубок Європи ФІБА  | 1/16 фіналу           | 4–8       |
| 2016-17 | 3      | Друга ліга | 1 (група D)     |              |                      |                       |           |

## Відомі гравці
- Дайнюс Адомайтіс
- Раймондс Міглінекс
- Гінтарас Ейнікіс
- Андрюс Гедрайтіс
- Шон Маркс
- Андрій Фетісов
- Річард Луго
- Лінн Грір
- Майкл Гокінс
- Майкл Райт
- Чарльз О'Беннон
- / Ренді Голкомб
- Рашад Медден